# 長場雄
長場 雄（ながば ゆう、1976年 - ） は、日本のイラストレーター、アーティスト。東京イラストレーターズ・ソサエティ（TIS）会員。愛称はかえる先生。
アパレルブランドへのデザインワーク提供や広告、装丁画、挿画、パッケージデザインなどにおいて幅広く活動している。

## 人物・略歴
東京都生まれ。東京造形大学デザイン学科卒業。
10歳の時に父の仕事の都合からトルコへ渡り、現地で油絵を描くアーティストの下で絵画を学んでいた時期がある。
上記大学を卒業後、アパレル企業であるgraniphに約6年在籍し、Tシャツのグラフィックデザインを担当。傍ら勤務しながら創作活動を開始する二足の草鞋に臨み、やがて独立を果たしている。
UNIQLOとコラボしている。

## 作風・活動
人物の特徴点を捉えつつデフォルメした、シンプルな線画が特徴。プライベートワークとして、毎日1点作品を制作している。
業務活動には、雑誌『POPEYE』 『GINZA』 『WIRED』表紙、SOFTBANKのLINEスタンプ、PanasonicのWeb広告、PRONTOのカップデザイン、『Beams×Starwars』とのコラボTシャツデザイン、『東京メトロ』のマナーポスターなどがある。
2015年に初の作品集『I DRAW』を刊行している。2019年にはFUJI ROCK FESTIVAL ‘19とColumbiaのコラボTシャツ、Columbiaの“フェス”をイメージしたTシャツと2種類のデザインを手掛けている。さらに2021年にはカルビーの「伝わるデザインプロジェクト」の一環として、商品のパッケージデザイン（ポテトチップスクリエイターズパッケージうすしお味/ピザポテトクリエイターズパッケージ）を担当している。

### 展覧会
展覧会の活動では個展やグループ展があり、東京と大阪と北京の計3ヶ所で開催している。

#### 個展
- 「ACID」（graniph Harajuku Gallery 東京 2010年）
- 「Have a nice day」（Meee Gallery 東京 2014年）
- 「A Piece for a day」（MIDORI.so2 GALLERY 東京 2015年）
- 「Stand By Me」（GALLERY hitoto 大阪 2015年）
- 「Express More with Less」（GALLERY TARGET 東京 2019年）

#### グループ展
- 「ism 2010 ～明日への想い」（tambourin gallery 東京 2010年）
- 「Imagemakers」（O gallery 北京 2015年）

## 主な作品
- 長場雄作品集 I DRAW（Edition KAERUSENSEI 2015年7月）（英語表記）
- Music Kids Book ♯1（エムオン・エンタテインメント 2015年12月18日） ISBN 4789736652
- Music Kids Book ♯2（エムオン・エンタテインメント 2016年2月19日） ISBN 4789736687
- Music Kids Book ♯3（エムオン・エンタテインメント 2016年3月18日） ISBN 4789736709
- 長場雄 Border Line カレンダー 2017（翔泳社 2016年10月21日） ISBN 4798148342
- 長場雄作品集 I DID（パルコ出版 2017年12月12日） ISBN 4865062475
- YU NAGABA THE POCKET ART SERIES NUMBER ONE (アカツキプレス) （オークラ出版 2019年3月26日） ISBN 4775528521
- STOMACHACHE. THE POCKET ART SERIES NUMBER TWO (アカツキプレス) （オークラ出版 2019年3月26日） ISBN 477552853X